# Église Saint-Vincent-Saint-Germain de Saint-Germain-lès-Corbeil
L'église Saint-Vincent-Saint-Germain de Saint-Germain-lès-Corbeil est une église paroissiale catholique, dédiée à saint Vincent et saint Germain, située dans la commune française de Saint-Germain-lès-Corbeil et le département de l'Essonne.

## Historique
La paroisse aurait été fondée par saint Germain.
L'église date du XIIe siècle.
Le clocher s'effondre en 1793 et le porche du XIIe siècle est détruit volontairement au XIXe siècle. L'église est restaurée au XIXe siècle.
Depuis un arrêté du 23 octobre 2018, l'église est inscrite au titre des monuments historiques. L'édifice est classé trois ans plus tard.

## Description
L'édifice conserve dans le chœur des vitraux du XIIIe siècle et des pierres tombales.

## Pour approfondir